# 広島県小学校一覧
広島県小学校一覧（ひろしまけんしょうがっこういちらん）は広島県の小学校の一覧。

## 国立小学校
- 広島大学附属小学校
- 広島大学附属東雲小学校
- 広島大学附属三原小学校

## 公立小学校

### 広島市

#### 中区
- 広島市立江波小学校
- 広島市立神崎小学校
- 広島市立千田小学校
- 広島市立竹屋小学校
- 広島市立中島小学校
- 広島市立幟町小学校
- 広島市立白島小学校
- 広島市立広瀬小学校
- 広島市立袋町小学校
- 広島市立舟入小学校
- 広島市立本川小学校
- 広島市立基町小学校
- 広島市立吉島小学校
- 広島市立吉島東小学校

#### 東区
- 広島市立牛田小学校
- 広島市立牛田新町小学校
- 広島市立尾長小学校
- 広島市立上温品小学校
- 広島市立東浄小学校
- 広島市立中山小学校
- 広島市立温品小学校
- 広島市立福木小学校
- 広島市立戸坂小学校
- 広島市立戸坂城山小学校
- 広島市立矢賀小学校
- 広島市立早稲田小学校

#### 南区
- 広島市立荒神町小学校
- 広島市立大州小学校
- 広島市立青崎小学校
- 広島市立段原小学校
- 広島市立比治山小学校
- 広島市立皆実小学校
- 広島市立翠町小学校
- 広島市立大河小学校
- 広島市立黄金山小学校
- 広島市立仁保小学校
- 広島市立楠那小学校
- 広島市立宇品東小学校
- 広島市立宇品小学校
- 広島市立元宇品小学校
- 広島市立似島小学校
- 広島市立似島学園小学校
- 広島市立向洋新町小学校

#### 西区
- 広島市立大芝小学校
- 広島市立三篠小学校
- 広島市立天満小学校
- 広島市立観音小学校
- 広島市立南観音小学校
- 広島市立己斐小学校
- 広島市立己斐東小学校
- 広島市立山田小学校
- 広島市立古田小学校
- 広島市立庚午小学校
- 広島市立草津小学校
- 広島市立鈴が峰小学校
- 広島市立井口小学校
- 広島市立井口明神小学校
- 広島市立己斐上小学校
- 広島市立井口台小学校
- 広島市立高須小学校
- 広島市立古田台小学校

#### 安佐南区
- 広島市立八木小学校
- 広島市立緑井小学校
- 広島市立川内小学校
- 広島市立中筋小学校
- 広島市立古市小学校
- 広島市立大町小学校
- 広島市立東野小学校
- 広島市立毘沙門台小学校
- 広島市立安東小学校
- 広島市立上安小学校
- 広島市立安小学校
- 広島市立安北小学校
- 広島市立安西小学校
- 広島市立春日野小学校
- 広島市立祇園小学校
- 広島市立山本小学校
- 広島市立長束小学校
- 広島市立原小学校
- 広島市立原南小学校
- 広島市立戸山小学校
- 広島市立伴小学校
- 広島市立梅林小学校
- 広島市立伴東小学校
- 広島市立長束西小学校
- 広島市立大塚小学校
- 広島市立伴南小学校

#### 安佐北区
- 広島市立井原小学校
- 広島市立志屋小学校
- 広島市立高南小学校
- 広島市立三田小学校
- 広島市立狩小川小学校
- 広島市立深川小学校
- 広島市立亀崎小学校
- 広島市立真亀小学校
- 広島市立落合東小学校
- 広島市立落合小学校
- 広島市立口田東小学校
- 広島市立口田小学校
- 広島市立大林小学校
- 広島市立三入小学校
- 広島市立可部小学校
- 広島市立可部南小学校
- 広島市立亀山小学校
- 広島市立亀山南小学校
- 広島市立鈴張小学校
- 広島市立飯室小学校
- 広島市立筒瀬小学校
- 広島市立日浦小学校
- 広島市立久地南小学校
- 広島市立倉掛小学校
- 広島市立三入東小学校

#### 安芸区
- 広島市立瀬野小学校
- 広島市立みどり坂小学校
- 広島市立中野小学校
- 広島市立中野東小学校
- 広島市立畑賀小学校
- 広島市立阿戸小学校
- 広島市立船越小学校
- 広島市立矢野西小学校
- 広島市立矢野小学校
- 広島市立矢野南小学校

#### 佐伯区
- 広島市立石内小学校
- 広島市立石内北小学校
- 広島市立河内小学校
- 広島市立八幡小学校
- 広島市立八幡東小学校
- 広島市立五日市観音西小学校
- 広島市立五日市観音小学校
- 広島市立五月が丘小学校
- 広島市立美鈴が丘小学校
- 広島市立五日市中央小学校
- 広島市立五日市小学校
- 広島市立五日市東小学校
- 広島市立五日市南小学校
- 広島市立楽々園小学校
- 広島市立藤の木小学校
- 広島市立彩が丘小学校
- 広島市立湯来南小学校
- 広島市立湯来東小学校

### 福山市
- 福山市立東小学校
- 福山市立西小学校
- 福山市立南小学校
- 福山市立霞小学校
- 福山市立川口小学校
- 福山市立手城小学校
- 福山市立深津小学校
- 福山市立樹徳小学校
- 福山市立泉小学校
- 福山市立旭小学校
- 福山市立光小学校
- 福山市立引野小学校
- 福山市立蔵王小学校
- 福山市立千田小学校
- 福山市立御幸小学校
- 福山市立津之郷小学校
- 福山市立赤坂小学校
- 福山市立瀬戸小学校
- 福山市立熊野小学校
- 福山市立水呑小学校
- 福山市立箕島小学校
- 福山市立高島小学校
- 福山市立鞆の浦学園
- 福山市立大津野小学校
- 福山市立坪生小学校
- 福山市立春日小学校
- 福山市立神村小学校
- 福山市立本郷小学校
- 福山市立遺芳丘小学校
- 福山市立松永小学校
- 福山市立柳津小学校
- 福山市立金江小学校
- 福山市立藤江小学校
- 福山市立伊勢丘小学校
- 福山市立曙小学校
- 福山市立多治米小学校
- 福山市立旭丘小学校
- 福山市立有磨小学校
- 福山市立福相小学校
- 福山市立広瀬学園小学校
- 福山市立加茂小学校
- 福山市立宜山小学校
- 福山市立駅家小学校
- 福山市立駅家北小学校
- 福山市立桜丘小学校
- 福山市立緑丘小学校
- 福山市立長浜小学校
- 福山市立西深津小学校
- 福山市立野々浜小学校
- 福山市立幕山小学校
- 福山市立久松台小学校
- 福山市立新涯小学校
- 福山市立山手小学校
- 福山市立日吉台小学校
- 福山市立川口東小学校
- 福山市立駅家西小学校
- 福山市立大谷台小学校
- 福山市立明王台小学校
- 福山市立想青学園
- 福山市立常金丸小学校
- 福山市立網引小学校
- 福山市立新市小学校
- 福山市立戸手小学校
- 福山市立常石ともに学園
- 福山市立山南小学校
- 福山市立神辺小学校
- 福山市立竹尋小学校
- 福山市立御野小学校
- 福山市立湯田小学校
- 福山市立中条小学校
- 福山市立道上小学校

### 呉市
- 呉市立仁方小学校
- 呉市立広南小学校
- 呉市立白岳小学校
- 呉市立広小学校
- 呉市立三坂地小学校
- 呉市立郷原小学校
- 呉市立横路小学校
- 呉市立阿賀小学校
- 呉市立原小学校
- 呉市立警固屋小学校
- 呉市立坪内小学校
- 呉市立宮原小学校
- 呉市立和庄小学校
- 呉市立本通小学校
- 呉市立長迫小学校
- 呉市立明立小学校
- 呉市立荘山田小学校
- 呉市立呉中央小学校
- 呉市立両城小学校
- 呉市立港町小学校
- 呉市立吉浦小学校
- 呉市立天応学園
- 呉市立昭和西小学校
- 呉市立昭和中央小学校
- 呉市立昭和南小学校
- 呉市立昭和北小学校
- 呉市立川尻小学校
- 呉市立音戸小学校
- 呉市立波多見小学校
- 呉市立明徳小学校
- 呉市立倉橋小学校
- 呉市立蒲刈小学校
- 呉市立安浦小学校
- 呉市立安登小学校
- 呉市立豊小学校

### 東広島市
- 東広島市立板城小学校
- 東広島市立板城西小学校
- 東広島市立風早小学校
- 東広島市立上黒瀬小学校
- 東広島市立川上小学校
- 東広島市立木谷小学校
- 東広島市立福富小学校
- 東広島市立郷田小学校
- 東広島市立河内小学校
- 東広島市立小谷小学校
- 東広島市立西条小学校
- 東広島市立下黒瀬小学校
- 東広島市立造賀小学校
- 東広島市立高美が丘小学校
- 東広島市立高屋西小学校
- 東広島市立高屋東小学校
- 東広島市立寺西小学校
- 東広島市立豊栄小学校
- 東広島市立中黒瀬小学校
- 東広島市立志和小学校
- 東広島市立入野小学校
- 東広島市立乃美尾小学校
- 東広島市立八本松小学校
- 東広島市立原小学校
- 東広島市立東西条小学校
- 東広島市立平岩小学校
- 東広島市立御薗宇小学校
- 東広島市立三津小学校
- 東広島市立三ツ城小学校
- 東広島市立三永小学校
- 東広島市立吉川小学校
- 東広島市立龍王小学校

### 尾道市
- 尾道市立御調中央小学校
- 尾道市立御調西小学校
- 尾道市立美木原小学校
- 尾道市立三成小学校
- 尾道市立栗原小学校
- 尾道市立栗原北小学校
- 尾道市立吉和小学校
- 尾道市立日比崎小学校
- 尾道市立尾道みなと小学校
- 尾道市立山波小学校
- 尾道市立向東小学校
- 尾道市立高須小学校
- 尾道市立西藤小学校
- 尾道市立百島小学校
- 尾道市立浦崎小学校
- 尾道市立向島中央小学校
- 尾道市立三幸小学校
- 尾道市立高見小学校
- 尾道市立因北小学校
- 尾道市立重井小学校
- 尾道市立因島南小学校
- 尾道市立瀬戸田小学校

### 廿日市市
- 廿日市市立廿日市小学校
- 廿日市市立平良小学校
- 廿日市市立原小学校
- 廿日市市立宮内小学校
- 廿日市市立地御前小学校
- 廿日市市立佐方小学校
- 廿日市市立阿品台東小学校
- 廿日市市立阿品台西小学校
- 廿日市市立金剛寺小学校
- 廿日市市立宮園小学校
- 廿日市市立四季が丘小学校
- 廿日市市立友和小学校
- 廿日市市立津田小学校
- 廿日市市立吉和小学校
- 廿日市市立大野東小学校
- 廿日市市立大野西小学校
- 廿日市市立宮島小学校

### 三原市
- 三原市立三原小学校
- 三原市立糸崎小学校
- 三原市立木原小学校
- 三原市立中之町小学校
- 三原市立南小学校
- 三原市立西小学校
- 三原市立田野浦小学校
- 三原市立深小学校
- 三原市立沼田東小学校
- 三原市立沼田西小学校
- 三原市立小泉小学校
- 三原市立沼田小学校
- 三原市立沼北小学校
- 三原市立須波小学校
- 三原市立幸崎小学校
- 三原市立鷺浦小学校
- 三原市立本郷小学校
- 三原市立本郷西小学校
- 三原市立久井小学校
- 三原市立大和小学校

### 三次市
- 三次市立粟屋小学校
- 三次市立河内小学校
- 三次市立三次小学校
- 三次市立酒河小学校
- 三次市立十日市小学校
- 三次市立神杉小学校
- 三次市立青河小学校
- 三次市立川西小学校
- 三次市立川地小学校
- 三次市立田幸小学校
- 三次市立八次小学校
- 三次市立和田小学校
- 三次市立甲奴小学校
- 三次市立小童小学校
- 三次市立君田小学校
- 三次市立布野小学校
- 三次市立作木小学校
- 三次市立吉舎小学校
- 三次市立八幡小学校
- 三次市立みらさか小学校
- 三次市立三和小学校

### 府中市
- 府中市立府中学園
- 府中市立国府小学校
- 府中市立栗生小学校
- 府中市立府中明郷学園
- 府中市立旭小学校
- 府中市立南小学校
- 府中市立上下南小学校
- 府中市立上下北小学校

### 庄原市
- 庄原市立庄原小学校
- 庄原市立永末小学校
- 庄原市立高小学校
- 庄原市立峰田小学校
- 庄原市立板橋小学校
- 庄原市立東小学校
- 庄原市立山内小学校
- 庄原市立総領小学校
- 庄原市立西城小学校
- 庄原市立小奴可小学校
- 庄原市立粟田小学校
- 庄原市立東城小学校
- 庄原市立口和小学校
- 庄原市立高野小学校
- 庄原市立比和小学校

### 安芸高田市
- 安芸高田市立吉田小学校
- 安芸高田市立八千代小学校
- 安芸高田市立美土里小学校
- 安芸高田市立高宮小学校
- 安芸高田市立甲田小学校
- 安芸高田市立向原小学校

### 大竹市
- 大竹市立大竹小学校
- 大竹市立小方小学校
- 大竹市立玖波小学校

### 竹原市
- 竹原市立大乗小学校
- 竹原市立荘野小学校
- 竹原市立竹原小学校
- 竹原市立竹原西小学校
- 竹原市立忠海学園
- 竹原市立中通小学校
- 竹原市立仁賀小学校
- 竹原市立東野小学校
- 竹原市立吉名学園

### 江田島市
- 江田島市立江田島小学校
- 江田島市立切串小学校
- 江田島市立鹿川小学校
- 江田島市立中町小学校
- 江田島市立三高小学校
- 江田島市立大古小学校

### 安芸郡
- 海田町立海田小学校
- 海田町立海田東小学校
- 海田町立海田西小学校
- 海田町立海田南小学校
- 熊野町立熊野第一小学校
- 熊野町立熊野第二小学校
- 熊野町立熊野第三小学校
- 熊野町立熊野第四小学校
- 坂町立坂小学校
- 坂町立横浜小学校
- 坂町立小屋浦小学校
- 府中町立府中小学校
- 府中町立府中南小学校
- 府中町立府中中央小学校
- 府中町立府中東小学校
- 府中町立府中北小学校

### 山県郡
- 安芸太田町立加計小学校
- 安芸太田町立筒賀小学校
- 安芸太田町立戸河内小学校
- 北広島町立芸北小学校
- 北広島町立豊平学園
- 北広島町立大朝小学校
- 北広島町立新庄小学校
- 北広島町立川迫小学校
- 北広島町立八重小学校
- 北広島町立八重東小学校
- 北広島町立壬生小学校
- 北広島町立本地小学校

### 豊田郡
- 大崎上島町立木江小学校
- 大崎上島町立大崎小学校
- 大崎上島町立東野小学校

### 世羅郡
- 世羅町立甲山小学校
- 世羅町立せらひがし小学校
- 世羅町立世羅小学校
- 世羅町立せらにし小学校

### 神石郡
- 神石高原町立来見小学校
- 神石高原町立三和小学校
- 神石高原町立神石小学校
- 神石高原町立豊松小学校
- 神石高原町立油木小学校

## 私立小学校
- 英数学館小学校
- 福山暁の星小学校
- 広島三育学院小学校
- 広島三育学院大和小学校
- 安田小学校
- なぎさ公園小学校
- ぎんがの郷小学校
- 川北こどもの夢小学校
- 神石インターナショナルスクール